# Australija na Pjesmi Eurovizije
Australija je svoj debi na Pjesmi Eurovizije ostvarila na natjecanju 2015. godine na poziv EBU-a kao specijalni gost na 60. godišnjicu natjecanja i trebala je sudjelovati samo te godine. Dana 17. studenog 2015. EBU je objavila o ponovnom natjecanju 2016. a od te godine se pozivi samo produžuju makar do 2023. godine.
Predstavnici Australije su do 2018. godine birani internim putem, a u rujnu 2018. SBS je odlučio kako će organizirati nacionalni izbor pod nazivom Eurovision - Australia Decides
Od 2021. godine Australija se odlučila svoje predstavnike birati internim putem, uglavnom izvođače koji su se pokazali dobrima na nacionalnom izboru sa različitim rezultatima. 

## Sudjelovanje
| Godina | Izvođač(i)         | Pjesma                    | Jezik                     | Finale                | Bodovi                | Polufinale          | Bodovi              |
| ------ | ------------------ | ------------------------- | ------------------------- | --------------------- | --------------------- | ------------------- | ------------------- |
| 2015.  | Guy Sebastian      | "Tonight Again"           | Engleski                  | 5                     | 196                   | Automatski finalist | Automatski finalist |
| 2016.  | Dami Im            | "Sound of Silence"        | Engleski                  | 2                     | 511                   | 1                   | 330                 |
| 2017.  | Isaiah             | "Don't Come Easy"         | Engleski                  | 9                     | 173                   | 6                   | 160                 |
| 2018.  | Jessica Mauboy     | "We Got Love"             | Engleski                  | 20                    | 99                    | 4                   | 212                 |
| 2019.  | Kate Miller-Heidke | "Zero Gravity"            | Engleski                  | 9                     | 284                   | 1                   | 261                 |
| 2020.  | Montaigne          | "Don't Break Me"          | Engleski                  | Natjecanje otkazano   | Natjecanje otkazano   | Natjecanje otkazano | Natjecanje otkazano |
| 2021.  | Montaigne          | "Technicolour"            | Engleski                  | Nije se kvalificirala | Nije se kvalificirala | 14                  | 28                  |
| 2022.  | Sheldon Riley      | "Not the Same"            | Engleski                  | 15                    | 125                   | 2                   | 243                 |
| 2023.  | Voyager            | "Promise"                 | Engleski                  | 9                     | 151                   | 1                   | 149                 |
| 2024.  | Electric Fields    | "One Milkali (One Blood)" | Engleski, Yankunytjatjara | Nije se kvalificirala | Nije se kvalificirala | 11                  | 41                  |
| 2025.  | Go Jo              | "Milkshake Man"           | Engleski                  | Nije se kvalificirala | Nije se kvalificirala | 11                  | 41                  |